# Calci hexaboride
Calci hexaborua (đôi khi còn gọi là calci borua) là hợp chất của calci và bo với công thức hóa học CaB6. Đây là một vật liệu quan trọng do có độ dẫn điện, độ cứng, độ ổn định hóa học và điểm nóng chảy đều cao. Đó là một loại bột màu đen, bóng mượt, trơ về mặt hóa học và có tỷ trọng thấp. Nó có cấu trúc khối lập phương đặc trưng của muối hexaborua kim loại, với các hốc bát diện gồm 6 nguyên tử bo kết hợp với nguyên tử calci. CaB6 và CaB6 pha tạp lanthan cho thấy các đặc tính sắt từ yếu, đó là một thực tế đáng lưu ý vì calci và bo không phải là kim loại từ tính, cũng như không có vỏ electron gồm phân lớp 3d hoặc 4f bên trong, thường là cần thiết cho sự kiến tạo tính từ.